# 錫梅托河

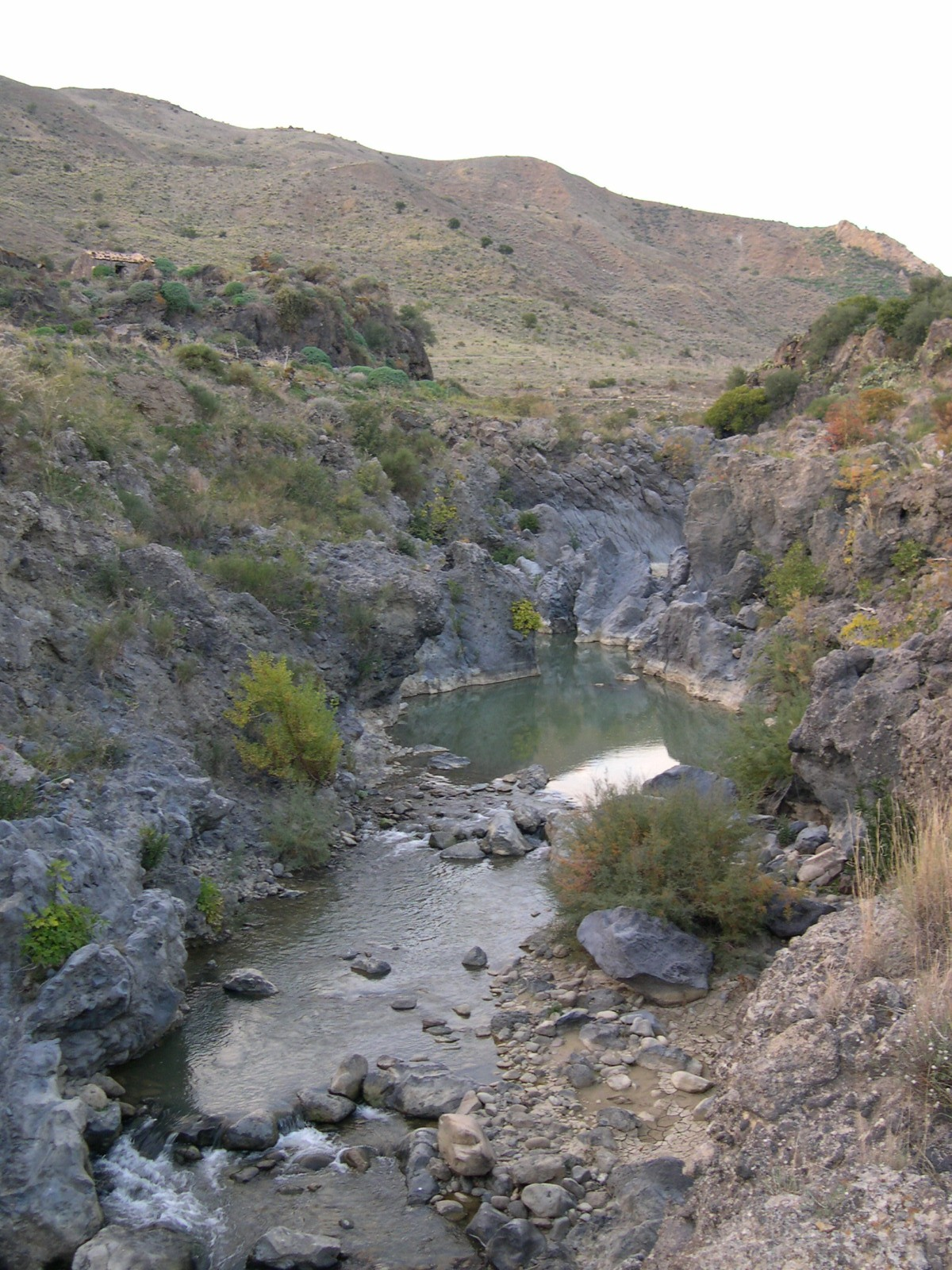

錫梅托河是意大利的河流，位於西西里島南部，河道全長113公里，流域面積4,186平方公里，平均流量每秒25立方米，最終注入愛奧尼亞海。
37°24′N 15°06′E / 37.400°N 15.100°E